# Montrigaud
Montrigaud ist eine Ortschaft und eine ehemalige französische Gemeinde mit 492 Einwohnern (Stand: 1. Januar 2022) im Département Drôme in der Region Auvergne-Rhône-Alpes. Sie gehörte zum Arrondissement Valence und zum Kanton Drôme des collines.
Mit Wirkung vom 1. Januar 2019 wurden die früheren Gemeinden Montrigaud, Miribel und Saint-Bonnet-de-Valclérieux zur Commune nouvelle Valherbasse zusammengeschlossen und haben dort den Status einer Commune déléguée. Der Verwaltungssitz befindet sich im Ort Montrigaud.

## Geographie
Montrigaud liegt etwa 63 Kilometer ostsüdöstlich von Saint-Étienne zwischen den Flüssen Herbasse, Galaure und Limone. Umgeben wird Montrigaud von den Nachorten Le Grand-Serre im Nordwesten und Norden, Saint-Clair-sur-Galaure im Norden, Montfalcon im Norden und Nordosten, Roybon im Osten, Saint-Antoine-l’Abbaye im Südosten, Saint-Bonnet-de-Valclérieux im Süden, Miribel im Südwesten sowie Saint-Christophe-et-le-Laris im Westen.

## Bevölkerungsentwicklung

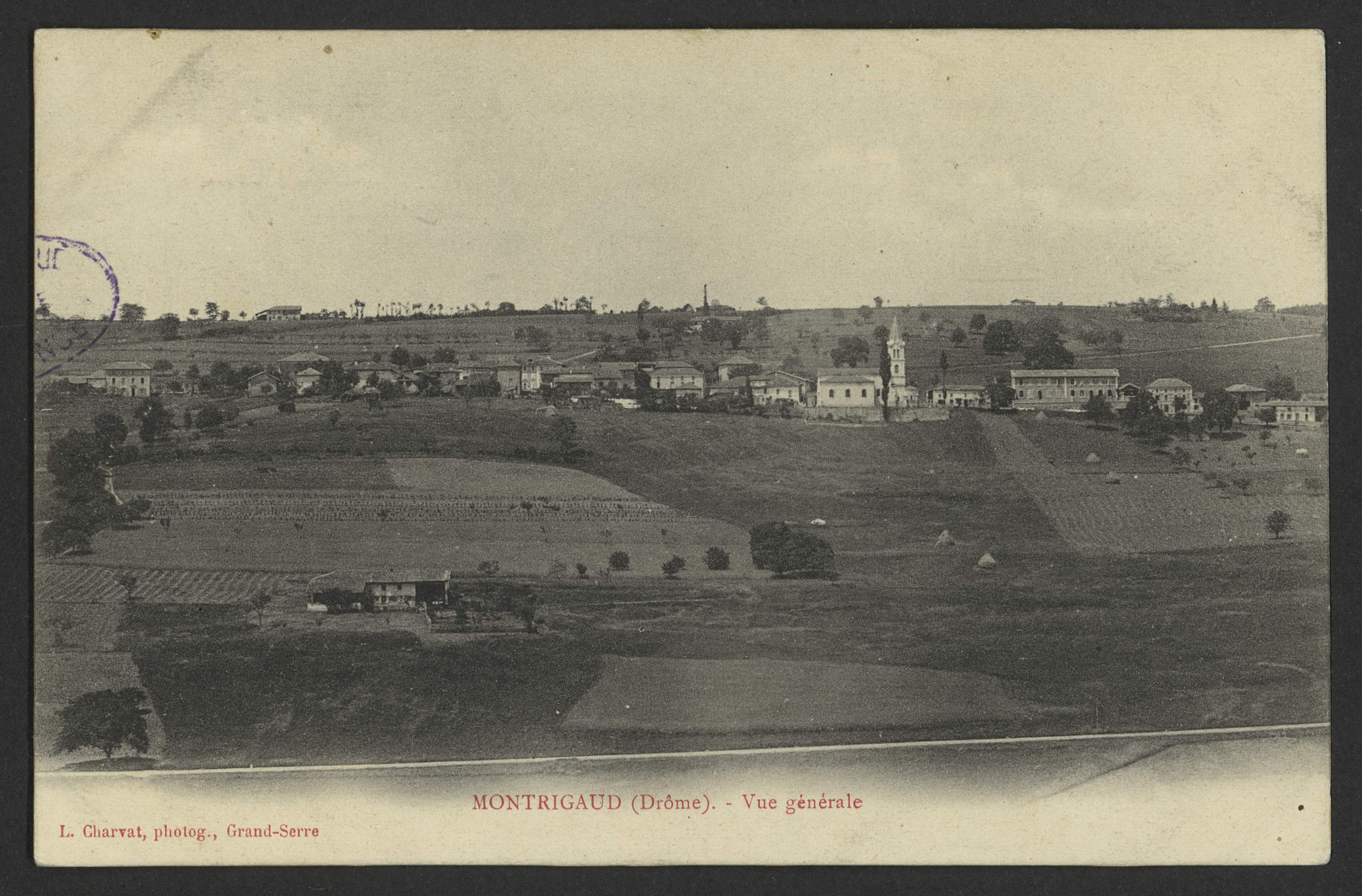
Alte Postkarte von Montrigaud

| Jahr                       | 1962 | 1968 | 1975 | 1982 | 1990 | 1999 | 2006 | 2017 |
| Einwohner                  | 487  | 452  | 372  | 343  | 432  | 446  | 489  | 497  |
| Quellen: Cassini und INSEE |      |      |      |      |      |      |      |      |